# 서울 청련사 수월관음도
서울 청련사 수월관음도(서울 淸蓮寺 水月觀音圖)는 서울특별시 동작구 대방동 청련사에 있는 수월관음도이다. 2009년 8월 13일 서울특별시의 문화재자료 제47호로 지정되었다.

## 개요
서울시 동작구 대방동 3-8번지에 위치한 청련사는 창건관련 기록이나 유물은 전하지 않으나 불화의 조성기록과 자료조사 결과 1910년대부터는 현위치에 존재했을 것으로 추정된다. 청련사 수월관음도는 거대한 암반 위에 오른다리를 세우고 왼다리를 편안하게 놓은 유희좌 형태로 앉아있는 모습의 그림이다. 녹색 두광과 붉은색 신광을 배경으로 흰 옷을 걸친 백의관음(白衣觀音)의 모습인데 긴 보관을 쓰고 있는 얼굴은 다소 경직되었지만 길고 풍만한 얼굴, 다소 자유스러운 편안한 형태를 나타내고 있다. 오른손으로는 버들가지를 잡고 있는 점, 암반 위 금색정병에 꽂힌 버들가지, 화면 오른쪽에서 머리 위로 휘어진 대나무, 화면 왼쪽 상단의 붉은 달, 화면 왼쪽 아래쪽 바다의 물결 위에 떠있는 합장한 용왕상, 화면 오른쪽의 선재동자 등은 백의(白衣)와 더불어 전형적인 수월관음도의 특징을 잘 살리고 있다.
그러나 암반의 날카로운 표현, 화면 오른쪽 절벽의 형식화된 도상 등에서 18세기 말 수월관음도의 특징을 계승한 20세기 초의 수월관음도 도상의 대표적 예를 잘 보여주고 있다. 화기는 다음과 같다.
<화기>

施主記

京城北府桂洞宮居住 淸信女己未生金眞與成

長子己丑生李埼鎔 坤命戊子生金氏 兩位

京城府龍山面麻浦居住 乾命辛未生金溶夏

坤命丁丑生李氏兩位 長子戊申生金壽岩

童子甲寅生金先童 童子甲寅生金後童 女

息辛丑生阿只 各各䓁保軆

緣花所記

證明比丘 金魚世禪 比丘泰湖 供司童子安廣

碩 鍾頭比丘元日 都監比丘應眞 別座比丘

南根 來往助朴圭永 童子朴寶鳳 化主比丘

晶和 始興郡三聖山淸蓮庵

이 불화는 화기에 조성연대는 표기되어 있지 않지만, 서울 桂洞宮의 청신녀 김씨와 장자 이기용, 마포 김용하 가족 등이 시주하여 화승 세선과 태호가 청련암에서 제작했다는 내용이 있는데, 1914년에 제작된 아미타불도의 화기 내용과 거의 일치함으로 1914년에 아미타불과 함께 조성되었다고 추정할 수 있다. 이 수월관음보살도는 구도, 형태, 채색, 필선 등에서 20세기 초 불화의 양식적인 변화 과정을 잘 알려주는 자료이므로 서울시 문화재자료로 지정한다.

## 참고 문헌
- 청련사 수월관음도 - 국가유산청 국가유산포털